# Manoir du Thouadé
Le manoir du Thouadé, ou Le Toidet et Le Thoadé,, est une ancienne closerie transformée en manoir. Le Thouadé est situé sur la commune de Fondettes, dans le département d'Indre-et-Loire.

## Localisation
| - OpenStreetMap Géolocalisation de l'ancienne closerie et du manoir du Thouadé, à Fondettes. |

Le manoir et le domaine du Thouadé sont localisés dans le quartier et ancien lieu-dit de la Guignière, un territoire qui se place dans la partie méridionale la commune de Fondettes,, une ville située au sein de l'arrondissement de Tours, département d'Indre-et-Loire, en région Centre-Val de Loire.
Le domaine du Thouadé, dont le plan au sol se présente sous la forme d'un triangle irrégulier, est borné par la rue des Jean Inglesi, à l'est et au nord-est ; par l'avenue du Quai de la Guignière (route départementale 952) au sud et au sud-est ; par le chemin de la Bonde, dans ses marges sud-ouest ; et il est également longé par la rue Antoine de Baïf, dans ses limites ouest, nord-ouest et nord. Par ailleurs, le territoire du Thouadé se place à proximité du cours de la Loire, l'ancienne résidence du Thouadé étant elle-même localisée à une distance d'environ 200 m au nord du fleuve ligérien.
Une terrasse, se développant en axe sud de la façade du manoir, était auparavant prolongée par un vaste espace vert dont la frontière méridionale était située quasiment en bordure de la Loire. Un escalier, se présentant en « double volée » orientée à droite, et munie d'une rampe ouvragée en fer forgé de style Louis XV, permettait d'accéder jusqu'à une digue ligérienne.
Enfin, à l'origine, les terres du Thouadé appartenaient à la communauté religieuse de Saint-Cosme.

## Historique
Le lieu-dit de la Thouadé était un domaine ayant appartenu au Prieuré de Saint-Cosme, un édifice religieux localisé au sein de la paroisse de La Riche, à proximité du manoir Fondettois.
En 1793, il est vendu comme bien national sur Alexandre-Michel de la Rüe du Can, à la suite de son départ en émigration. 
Le monument fait l’objet d’une inscription au titre des monuments historiques depuis le 22 juillet 1971.

## Description
Cette demeure, bien qu'elle ait été construite au cours du XVIIIe siècle, présente, de par les proportions de son corps de logis, structure rectangulaire pourvue de toits à croupes et fenêtre en saillie, un style architectural propre au XVIIe siècle (ou rococo) ; et de par certaines de ses boiseries dont les ornements sont identiques au style Louis XV.
Le manoir, orienté selon un axe nord-sud, est pourvu d'une terrasse recouverte de plantations et possède également plusieurs dépendances, dont une écurie ; une étable ; un atelier destiné à la fabrication du pain ; ainsi qu'une salle de pressoir à roue muni d'une cuve et d'un égrappoir.
Son corps principal, qui comporte trois étages, dispose d'un total de 6 chambres, dont deux, celles du troisième niveau, se présentent en mansarde surmontées par des greniers et des combles.

## Pour approfondir